# Dyskografia Azealii Banks
Dyskografia Azealii Banks obejmuje jeden album studyjny, dwa minialbumy, trzy mixtape'y, piętnaście singli (w tym pięć z gościnnym udziałem) oraz pięć singli promocyjnych.

## Albumy

### Albumy studyjne
| Tytuł                      | Dane dot. albumu                                                                      | Pozycja na liście | Pozycja na liście | Pozycja na liście | Pozycja na liście | Pozycja na liście | Pozycja na liście | Pozycja na liście | Sprzedaż                    |
| Tytuł                      | Dane dot. albumu                                                                      | USA               | USA R&B           | USA Rap           | AUS               | IRL               | UK                | UK R&B            | Sprzedaż                    |
| -------------------------- | ------------------------------------------------------------------------------------- | ----------------- | ----------------- | ----------------- | ----------------- | ----------------- | ----------------- | ----------------- | --------------------------- |
| Broke with Expensive Taste | - Data: 6 listopada 2014 - Wydawca: Prospect Park - Nośniki: CD, digital download, LP | 30                | 3                 | 2                 | 49                | 79                | 62                | 6                 | - USA: 31 000+ - UK: 1 751+ |

### Mixtape'y
| Tytuł                 | Dane dot. albumu                                                                        |
| --------------------- | --------------------------------------------------------------------------------------- |
| Fantasea              | - Data: 11 lipca 2012 - Wydawca: Wydanie niezależne - Nośniki: Digital download         |
| Slay-Z                | - Data: 24 marca 2016 - Wydawca: Wydanie niezależne - Nośniki: Digital download         |
| Yung Rapunxel: Pt. II | - Data: 11 września 2019 - Wydawca: Chaos & Glory Recordings - Format: Online streaming |

## Minialbumy
| Tytuł             | Dane dot. albumu                                                                           | Pozycja na liście | Pozycja na liście | Pozycja na liście | Pozycja na liście | Pozycja na liście | Pozycja na liście | Sprzedaż       | Certyfikaty  |
| Tytuł             | Dane dot. albumu                                                                           | USA               | USA R&B           | USA Rap           | UK                | UK R&B            | AUS               | Sprzedaż       | Certyfikaty  |
| ----------------- | ------------------------------------------------------------------------------------------ | ----------------- | ----------------- | ----------------- | ----------------- | ----------------- | ----------------- | -------------- | ------------ |
| 1991              | - Data: 12 czerwca 2012 - Wydawca: Interscope, Polydor - Nośniki: CD, digital download, LP | 133               | 17                | 12                | 79                | 19                | 62                | - USA: 35 000+ | - AUS: Złoto |
| Icy Colors Change | - Data: 20 grudnia 2018 - Wydawca: eOne Music - Nośniki: CD, digital download, LP          | —                 | —                 | —                 | —                 | —                 | —                 |                |              |

## Single

### Jako główna artystka
| Tytuł                                                    | Rok  | Pozycje na listach | Pozycje na listach | Pozycje na listach | Pozycje na listach | Pozycje na listach | Pozycje na listach | Pozycje na listach | Pozycje na listach | Pozycje na listach | Pozycje na listach | Pozycje na listach | Sprzedaż        | Certyfikaty   | Album                        |
| Tytuł                                                    | Rok  | US Dance           | US Elec.           | AUS                | AUS Urb.           | BEL (FL)           | IRL                | SCO                | JPN                | NLD                | UK                 | UK R&B             | Sprzedaż        | Certyfikaty   | Album                        |
| -------------------------------------------------------- | ---- | ------------------ | ------------------ | ------------------ | ------------------ | ------------------ | ------------------ | ------------------ | ------------------ | ------------------ | ------------------ | ------------------ | --------------- | ------------- | ---------------------------- |
| "212" (gościnnie: Lazy Jay)                              | 2011 | —                  | —                  | 68                 | 20                 | 17                 | 7                  | 12                 | —                  | 14                 | 12                 | 3                  | - USA: 250 000+ | - UK: Platyna | 1991                         |
| "Liquorice"                                              | 2012 | —                  | —                  | —                  | —                  | —                  | —                  | —                  | —                  | —                  | —                  | —                  |                 |               | 1991                         |
| "Yung Rapunxel"                                          | 2013 | —                  | —                  | —                  | 25                 | —                  | —                  | —                  | —                  | —                  | 152                | 30                 |                 |               | Broke with Expensive Taste   |
| "Heavy Metal and Reflective"                             | 2014 | —                  | —                  | —                  | —                  | —                  | —                  | —                  | —                  | —                  | —                  | —                  |                 |               | Broke with Expensive Taste   |
| "Chasing Time"                                           | 2014 | 12                 | —                  | —                  | —                  | —                  | —                  | —                  | 48                 | —                  | —                  | —                  |                 |               | Broke with Expensive Taste   |
| "Ice Princess"                                           | 2015 | —                  | —                  | —                  | —                  | —                  | —                  | —                  | —                  | —                  | —                  | —                  |                 |               | Broke with Expensive Taste   |
| "The Big Big Beat"                                       | 2016 | —                  | —                  | —                  | —                  | —                  | —                  | —                  | —                  | —                  | —                  | —                  |                 |               | Slay-Z                       |
| "Chi Chi"                                                | 2017 | —                  | —                  | —                  | —                  | —                  | —                  | —                  | —                  | —                  | —                  | —                  |                 |               | —                            |
| "Anna Wintour"                                           | 2018 | —                  | 24                 | —                  | —                  | —                  | —                  | —                  | —                  | —                  | —                  | —                  |                 |               | Fantasea II: The Second Wave |
| "Treasure Island"                                        | 2018 | —                  | —                  | —                  | —                  | —                  | —                  | —                  | —                  | —                  | —                  | —                  |                 |               | Fantasea II: The Second Wave |
| "Black Madonna" (gościnnie: Lex Luger)                   | 2020 | —                  | —                  | —                  | —                  | —                  | —                  | —                  | —                  | —                  | —                  | —                  |                 |               | Business & Pleasure          |
| „–” oznacza, że singel nie był notowany na danej liście. |      |                    |                    |                    |                    |                    |                    |                    |                    |                    |                    |                    |                 |               |                              |

### Jako artysta gościnny
| Tytuł                                                                        | Rok  | Album             |
| ---------------------------------------------------------------------------- | ---- | ----------------- |
| "Control It" (Shystie gościnnie: Azealia Banks)                              | 2012 | Gold Dust: Vol. 2 |
| "Blown Away" (GypjaQ gościnnie: Azealia Banks)                               | 2015 | —                 |
| "I'm That..." (Remix) (R. City gościnnie: Beenie Man, Azealia Banks)         | 2015 | —                 |
| "Trap Queen" (Remix) (Fetty Wap gościnnie: Quavo, Gucci Mane, Azealia Banks) | 2015 | —                 |
| "Wut U Do" (Newbody gościnnie: Azealia Banks)                                | 2019 | Corporate Rave    |

### Single promocyjne
| Tytuł                                                    | Rok  | Pozycje na listach | Pozycje na listach | Pozycje na listach | Pozycje na listach | Album                        |
| Tytuł                                                    | Rok  | BEL (FL) Tip       | BEL (FL) Urb.      | UK                 | UK R&B             | Album                        |
| -------------------------------------------------------- | ---- | ------------------ | ------------------ | ------------------ | ------------------ | ---------------------------- |
| "BBD"                                                    | 2013 | —                  | —                  | —                  | —                  | Broke with Expensive Taste   |
| "ATM Jam" (gościnnie: Pharrell)                          | 2013 | 55                 | 37                 | 169                | 39                 | —                            |
| "Crown"                                                  | 2017 | —                  | —                  | —                  | —                  | Slay-Z                       |
| "Escapades"                                              | 2017 | —                  | —                  | —                  | —                  | Fantasea II: The Second Wave |
| "Movin' On Up (Coco's Song, Love Beats Rhymes)"          | 2018 | —                  | —                  | —                  | —                  | Fantasea II: The Second Wave |
| "Playhouse"                                              | 2019 | —                  | —                  | —                  | —                  | Fantasea II: The Second Wave |
| "Count Contessa"                                         | 2019 | —                  | —                  | —                  | —                  | Fantasea II: The Second Wave |
| "Pyrex Princess"                                         | 2019 | —                  | —                  | —                  | —                  | Business & Pleasure          |
| "Slow Hands"                                             | 2020 | —                  | —                  | —                  | —                  | —                            |
| "Salchichón" (gościnnie: Onyx)                           | 2020 | —                  | —                  | —                  | —                  | —                            |
| "1-800-Nu-Checks"                                        | 2020 | —                  | —                  | —                  | —                  | Business & Pleasure          |
| „–” oznacza, że singel nie był notowany na danej liście. |      |                    |                    |                    |                    |                              |

## Inne notowane utwory
| Tytuł  | Rok  | Pozycje na listach | Pozycje na listach | Pozycje na listach | Album |
| Tytuł  | Rok  | IRL                | UK                 | UK R&B             | Album |
| ------ | ---- | ------------------ | ------------------ | ------------------ | ----- |
| "1991" | 2012 | 97                 | 79                 | 19                 | 1991  |

## Pozostałe występy gościnne
| Tytuł                                             | Rok  | Inni artyści                      | Album                     |
| ------------------------------------------------- | ---- | --------------------------------- | ------------------------- |
| "Can't Stop Now" (K.L.A.M. Remix)                 | 2010 | Major Lazer                       | Lazers Never Die          |
| "Physical Motion"                                 | 2010 | Jimmy Edgar                       | XXX                       |
| "Bad Girls" (Danja N.A.R.S. Remix)                | 2012 | M.I.A. oraz Missy Elliott         | Bad Girls – Remixes       |
| "Blue Jeans" (Smims & Belle Remix)                | 2012 | Lana Del Rey                      | Blue Jeans – Remixes      |
| "Shady Love"                                      | 2012 | Scissor Sisters vs. Krystal Pepsy | Magic Hour                |
| "Dark Red Lipstick"                               | 2013 | LoLa Monroe                       | Lipstick and Pistols      |
| "Discovery Channel"                               | 2013 | Rocky Business & Isaiah Gripper   | July's Joy                |
| "II. Earth: The Oldest Computer (The Last Night)" | 2013 | Childish Gambino                  | Because the Internet      |
| "Venus"                                           | 2013 | Paul Oakenfold                    | —                         |
| "In Town"                                         | 2015 | Kevin Hussein                     | Cybersex                  |
| "The Kids Aren't Alright" (Remix)                 | 2015 | Fall Out Boy                      | Make America Psycho Again |
| "Everybody"                                       | 2016 | Elliphant                         | Living Life Golden        |